# 1902年大西洋飓风季
1902年大西洋飓风季确认存在五个热带气旋，其中三个曾登陆美国。第一场风暴最初于6月12日在加勒比海西北部出现，最后一个气旋于11月6日在纽芬兰与拉布拉多东南方向较远处洋面消散，都在大西洋盆地每年绝大多数热带天气活动的时间范围内，不过全季没有任何两场风暴同时存在。
全季五个热带气旋中有三个成为飓风，但均未达到大型飓风标准，即在现代萨菲尔-辛普森飓风等级下都未达三级飓风强度。之前的1901年大西洋飓风季也没有大型飓风，这也是1864和1865年大西洋飓风季过后首次有连续两个大西洋飓风季没有大型飓风形成。本季只有第二号飓风曾造成显著影响，在德克萨斯州产生狂风和洪灾，部分地区受到严重破坏。风暴还催生出龙卷风，其中一场导致五人遇难。
这年飓风季的活跃程度很低，累积气旋能量指数仅有28，是1890年后的最低值。大致来说，气旋能量指数通过飓风强度和持续时间计算，强度越高、持续时间越长的风暴，其指数也相应越高。只有在热带天气系统风速达到或超过每小时63公里（34节）或热带风暴强度时才会计算该指数，并纳入全面的气象公告，并且亚热带气旋的指数不会计入累积数值。

## 风暴

### 第一号热带风暴
6月，加勒比海西部上空有低气压区存在。协调世界时6月12日中午12点，洪都拉斯天鹅群岛以北约32公里海域发展出热带低气压。气旋朝东北偏北移动，于次日清晨增强成热带风暴。6月13日，气旋以风力时速75公里强度从古巴今阿尔特米萨省登陆。当晚抵达墨西哥湾后，风暴继续强化并达到持续风速每小时95公里的最高强度，然后在晚上23点以最高强度从佛罗里达州泰勒县南部的斯坦哈奇（Steinhatchee）附近登陆。
进入陆地上空后，气旋向东北移动并缓慢减弱。6月16日中午左右，风暴在弗吉尼亚州东南部上空转变成温带气旋，然后加速向东北移动，于次日在魁北克安蒂科斯蒂岛附近逐渐消散。佛罗里达州部分地区测得热带风暴强度大风，“猎鹰号”（Falcon）汽船在弗吉尼亚州最东南端的福尔斯角（False Cape）东南方向约3.2公里近海沉没。6月16日，弗雷德里克斯堡和白金汉县的新坎顿（New Canton）都创下6月的24小时降雨量新纪录，分别达到88和94毫米。当地旱情由此缓慢，对烟草作物尤为有利。

### 第二号飓风
6月21日凌晨0点，本季第二个热带气旋在恰帕斯州上空发展成型。系统起初属热带低气压，缓慢向西北移动，于次日清晨抵达墨西哥湾。6月23日中午12点左右，气旋强化成热带风暴。蜿蜒朝西北偏北移动期间，风暴于6月26日凌晨0点达到飓风强度，再于六小时后达到最大持续风速每小时130公里的最高强度。接下来气旋开始减弱，强度在当晚回落至热带风暴标准。晚上21点，风暴以风力时速110公里强度从德克萨斯州科珀斯克里斯蒂附近登陆。进入陆地上空后，气旋迅速减弱，于6月28日中午在俄克拉何马州上空转变成温带气旋。风暴残留快速向东北移动，最终于次日在宾夕法尼亚州上空逐渐消散。
德克萨斯州此前已经历持续六周的旱情，因此风暴带来的降水对棉花和水稻作物十分有利，只是枯萎的玉米秸秆极易被风刮倒。此外，部分地区还因暴雨发生洪灾。全州以纳科多奇斯县纳科多奇斯（Nacogdoches）的24小时降雨量最高，有361毫米，刷新六月的单日最高降雨量纪录，还导致多条溪流泛滥成灾。所有的桥梁都被洪水冲垮，全城通讯中断，南部城区被淹。加尔维斯敦于6月27日降下141毫米雨量，创下单日降水纪录。哈里斯县的拉波特（La Porte）降雨量超过150毫米，该市西部有超过91吨干草被毁。哈里斯县的摩根角（Morgan's Point）被淹，水深接近一米。暴雨还将德克萨斯和太平洋铁路位于格雷格县及哈里森县境内路段冲毁。萨宾盆地北部也发生洪灾。
德克萨斯州部分地区狂风肆虐，加尔维斯敦的阵风时速达到105公里。霍顿县的东伯纳德（East Bernard）有辆货运列车在狂风下脱轨。奥斯汀县沃利斯（Wallis）附近的克拉斯纳（Krasna）有龙卷风经过，导致五人丧生。霍顿县的埃尔坎波（El Campo）部分果树的果实掉落。杰克逊县艾德纳（Edna）的风车和烟囱被刮倒，该县的加纳多（Ganado）和霍顿县的路易斯（Louise）有部分房屋的外屋及谷仓被毁。强烈阵风将休斯敦部分树木连根拔起，还有部分房屋的外屋被毁，多条电缆中断。拉瓦卡县也有部分树木连根拔起，高梁作物受损。风暴残留在密苏里州产生暴雨，还在印第安纳州催生出多场龙卷风。气旋在北美大平原产生寒冷而潮湿的东风，令内布拉斯加州气温异常寒冷，丹佛还在6月下旬出现罕见的暴风雪，积雪厚度超过20厘米。

### 第三号飓风
9月16日早上6点，佛得角西南方向约1030公里海域出现热带风暴。接下来几天里气旋朝西北偏西前进并缓慢增强，再于9月19日晚开始蜿蜒向西北移动，前进速度有所提高。次日凌晨0点，风暴强度达到现代萨菲尔-辛普森飓风等级下的一级飓风标准。9月20日晚，气旋蜿蜒北上，然后又转向东北。经过进一步强化，风暴于次日清晨达到二级飓风强度。
9月21日，气旋达到持续风速每小时155公里的最高强度。有船只在遭遇风暴期间测得981毫巴（百帕，29英寸汞柱）气压。9月22日，飓风开始减弱，强度回落至一级飓风标准，再于数小时后在亚速尔群岛的弗洛雷斯岛西南偏西方向约1300公里洋面转变成温带气旋。风暴残留继续向东北移动并减弱，最终于9月25日在法韦尔角东南方向约1300公里海域逐渐消散。

### 第四号飓风
10月3日，恰帕斯州塔帕丘拉西南偏西约169公里的太平洋海域发展出热带低气压。气旋缓慢向西北偏北移动，于次日清晨从瓦哈卡州东南部乡间登陆。10月5日，系统抵达墨西哥湾并且很快就强化成热带风暴，接下来转朝东北偏东移动，到10月6日已达到一级飓风标准。次日清晨，风暴成为二级飓风并达到风力时速165公里、最低气压970毫巴（百帕，29英寸汞柱）的最高强度。
10月9日，气旋强度回落到一级飓风标准。次日早上6点左右，飓风进一步减弱成热带风暴，再于当晚21点以风力时速95公里强度从佛罗里达州彭萨科拉附近登陆。气旋在陆地上空急剧弱化，于10月11日清晨转变成温带气旋。风暴残留加速穿越美国东南部，进入大西洋后最终于10月13日在加拿大大西洋省份以南洋面逐渐消散。塔巴斯科州因大风受到一定程度破坏，美国墨西哥湾东部沿岸地区也出现强风。

### 第五号热带风暴
11月1日凌晨0点，波多黎各以北海域发展出本季最后一个热带低气压。气旋起初朝西北前进，但六小时后就转向东北。到了当天中午，低气压已增强成热带风暴并继续强化，于11月3日清晨达到持续风速每小时110公里的最高强度。与此同时，有船只测得993毫巴（百帕，29.3英寸汞柱）气压，表明风暴有可能达到飓风标准。11月5日晚，气旋开始略朝东面转向并减弱，于次日弱化成热带低气压，并于数小时后在纽芬兰与拉布拉多开普雷斯（Cape Race）东南方向约1220公里洋面消散。